# Ascaphus
Ascaphus é um gênero anuro da família Ascaphidae.

## Espécies
- Ascaphus truei Stejneger, 1899
- Ascaphus montanus Mittleman e Myers, 1949